# Julian Roosevelt
Julian Kean Roosevelt  (New York, 24 november 1924 - Glen Cove, 28 maart 1986) was een Amerikaans zeiler.
Roosevelt eindigde tijdens de Olympische Zomerspelen 1948 als elfde van de twaalf boten in de drakenklasse.
Vier jaar later tijdens de Olympische Zomerspelen 1952 won Roosevelt de gouden medaille in 6 meter klasse.
Roosevelt werd in 1974 gekozen als lid van het Internationaal Olympisch Comité, van 1982 tot zijn dood zat Roosevelt in het Executive Board van het IOC.

## Olympische Zomerspelen
| Jaar | Plaats   | Resultaten       |
| ---- | -------- | ---------------- |
| 1948 | Londen   | 11e drakenklasse |
| 1952 | Helsinki | 6 meter klasse   |

1908: Charles Crichton / Gilbert Laws / Thomas McMeekin ·
1912: Amédée Thubé / Gaston Thubé / Jacques Thubé
1920 (model 1907): Frédéric Bruynseels / Émile Cornellie / Florimond Cornellie ·
1920 (model 1919): Andreas Brecke / Paal Kaasen / Ingolf Rød ·
1924: Christopher Dahl / Eugen Lunde / Anders Lundgren ·
1928: Erik Anker / Johan Anker / Håkon Bryhn / Olaf van Noorwegen ·
1932: Olle Åkerlund / Åke Bergqvist / Martin Hindorff / Tore Holm ·
1936: Miles Bellville / Christopher Boardman / Russell Harmer / Charles Leaf / Leonard Martin ·
1948: Alfred Loomis / Michael Mooney / James Smith / James Weekes / Herman Whiton ·
1952: Everard Endt / John Morgan / Eric Ridder / Julian Roosevelt / Emelyn Whiton / Herman Whiton